# Tara Fela-Durotoye
Tara Fela-Durotoye, née le 6 mars 1977, est une juriste, de formation initiale, devenue une entrepreneure nigériane, dans le domaine de la cosmétique. 

## Biographie
Tara Fela-Durotoye est née à Lagos en mars 1977, de John Ejegi Sagay, fonctionnaire nigérian et de Felicia Omaghom. Le couple se sépare lorsqu'elle a huit mois. Elle effectue des études supérieures de droit à l'Université de l'État de Lagos (encore appelée LASU, Lagos State University). 
Durant ses études de droit, elle travaille comme vendeuse en cosmétique, puis lance une activité de maquillage. Elle décide finalement à la fin de ses études d’en faire une entreprise, House of Tara, créée en 1998. Dans ce cadre, elle conçoit une gamme spécifique de produits cosmétiques, des produits de maquillage spécialement conçus pour les teintes de peau des femmes africaines, ainsi que des kits et des écoles de formation pour les professionnels. 
Les débuts en 1998 sont modestes, mais l’entreprise se développe au fil des ans dans un secteur des cosmétiques alors relativement balbutiant au Nigeria. Son approche lui vaut d’être progressivement reconnue, recevant par exemple en 2007 le prix Africa SMME Award et le prix Entrepreneur en Afrique du Sud. En 2013, Forbes la mentionne parmi les 20 jeunes femmes les plus influentes d'Afrique.  En 2014, Tara Durotoye est intégrée dans les Jeunes leaders mondials désignés par le Forum économique mondial. La même année, le magazine nigérian en ligne YNaija inscrit cette Tara Fela-Durotoye dans sa liste des « 10 plus puissants jeunes de moins de 40 ans dans les affaires », considérant son entreprise comme une des plus importantes au Nigeria dans le domaine des cosmétiques. En 2019, sa marque House of Tara, compte 23 magasins, 14 écoles de beauté et 10 000 représentants en Afrique (le réseau se développant par des magasins qui lui sont propres et d’autres en franchise).